# Саво Климовски
Саво Климовски (на македонска литературна норма: Саво Климовски) е политик и юрист от Северна Македония.

## Научна кариера
Роден е на 13 юни 1947 г. в Скопие, тогава в Югославия. Завършва Юридическия факултет на Скопския университет през 1970 г. и става за асистент там през април 1971 година. Защитава магистратура в областта на правно-политичките науки в Скопие (1975) и в Любляна през май 1978 г. Впоследствие става редовен професор по конституционно право, политически системи и политическа философия. Декан на Юридическия факултет в продължение на два мандата (1992–1996). През 1996 – 1998 година е председател на Университетския съвет при Скопския университет „Св. св. Кирил и Методий“.
Има публикувани множество монографии, средношколски и университетски учебници, научни публикации.

## Политическа кариера
Саво Климовски от април 1986 г. до март 1991 г. е член на последното правителство на Социалистическа република Македония, отговорен за ресорите образование и физкултура.
На парламентарните изборите през 1998 г. Климовски е избран за депутат от Демократическа алтернатива и от 1998 до 2000 г. е председател на Събранието на Република Македония. От 19 ноември до 15 декември 1999 г. временно изпълнява длъжността президент на Република Македония.
Климовски е основател и председател на LIONS CLUB, Скопие. Председател е на неправителствена организация за научна комуникация и сближаване на народите в света.